# Tham Luang-barlangrendszer
A Tham Luang-barlangrendszer (thai nyelven: ถ้ำหลวงนางนอน, magyarul: Az Alvó-Hölgy Nagy Barlang) egy mészkőben kialakult karsztbarlang rendszer Csiangraj tartományban, a Tham Luang Erdővédelmi területen található Phong Pha falu közelében, Thaiföld északi részén, a Doi Nang Non-hegység területén, Bangkoktól mintegy 1000 kilométerre északra.
2018. június 23-án a Tham Luang a nemzetközi hírek középpontjába került, amikor az egyik helyi labdarúgócsapat utánpótlásának tagjai eltűntek a barlangrendszerben. Kutatásuk nagy erőkkel zajlott, július 2-án bukkantak rájuk egy szárazabb üregben és július 10-ére sikerült mindannyiuknak kiszabadulniuk a barlang fogságából. A mentőcsapatok speciális barlangi búvárok segítségével hozták ki őket. A mentés során egy barlangi mentő életét vesztette.

## A barlang
A Tham Luang Nang Non, vagyis az „alvó hölgy nagy barlangja” a legenda szerint egy gyönyörű hercegnőről kapta a nevét. A hercegnő egyszerű származású szerelmével a barlangba menekült apja elől. Az apja azonban katonákat küldött utánuk, hogy megöljék a férfit, s a hercegnő emiatt öngyilkos lett. A környező hegyek pedig felvették testének formáját.
A thaiföldi-mianmari határon elhelyezkedő Nang Non-hegység több barlangrendszerrel is rendelkezik, melyek közül a legjelentősebb a Tham Luang. A karsztbarlang mintegy 10 kilométer hosszú, és több száz méternyi mészkőréteg alatt fekszik. A kiterjedt barlangot először 1986-ban térképezte fel egy francia csoport. 1987-ben még csak 1600 méter hosszúságúként tartották nyilván. Néhány évvel később angol barlangászok találtak benne egy összeköttetést egy másik helyi rendszerrel. Bár az évek során több expedíció is indult a Tham Luangba, a járatok szerkezetét még mindig nem sikerült teljesen megismerni. A mészkő remek repedéses vízvezető, a csapadék képes keresztülfutni a hegységen, és elérni a rendszert. A többi karsztbarlanghoz hasonlóan a Tham Luang kialakulásában is nagy szerep jutott a folyadéknak.

## A 2018-as barlangi mentés
2018-ban tizenkét 11 és 17 év közötti fiú és 25 éves edzőjük a barlangrendszer egyik barlangjában rekedt 18 nap időtartamra, a monszuneső miatt kialakult áradás miatt. A fiatalokat épségben sikerült a felszínre hozni egy nagyszabású nemzetközi mentőakció keretében, melyben a thai kormány, a thai hadsereg tagjai, valamint számos külföldi barlangi mentő és mentőbúvár működött közre. Két brit állampolgárságú búvár, Richard Stanton és John Volanthen találtak rájuk egy sáros barlangrészben, több, mint 4 kilométernyire a barlang bejáratától ám a fiatalok ekkor már kilencedik napja voltak a járat foglyai. A nemzetközi együttműködés által létrejött mentőakció részleteit a világsajtó árgus szemekkel figyelte. Összesen 90 búvár, köztük 50 külföldi segédkezett a fiatalok kimentésében. Saman Kunan, egykori haditengerészeti búvár az életét vesztette a mentőakció végrehajtása során, miután elfogyott az palackjaiból a sűrített levegő.

## Fordítás
Ez a szócikk részben vagy egészben  a   Tham Luang Nang Non című angol Wikipédia-szócikk ezen változatának fordításán alapul.  Az eredeti cikk szerkesztőit annak laptörténete sorolja fel. Ez a jelzés csupán a megfogalmazás eredetét és a szerzői jogokat jelzi, nem szolgál a cikkben szereplő információk forrásmegjelöléseként.